# Костишин Ярослав Мирославович
Яросла́в Миросла́вович Кости́шин (19 червня 1981 — 27 жовтня 2014) — підполковник (посмертно) Збройних Сил України, загинув в ході російсько-української війни.

## Біографія
Народився 19 червня 1981 року в місті Івано-Франківськ. У 1998 році закінчив загальноосвітню школу села Загвіздя Тисменицького району Івано-Франківської області.
З 1998 року в Збройних Силах України. У 2002 році закінчив Львівський військовий інститут імені гетьмана Петра Сагайдачного за спеціальністю «Автомобілі та автомобільне господарство».
З 2002 року служив в 649-у авіаційному складі ракетного озброєння і боєприпасів Повітряних Сил Збройних Сил України (військова частина А3013, село Грузевиця Хмельницького району Хмельницької області).
У вересні 2014 року добровільно записався до складу зведеного загону «Дика качка» Повітряних Сил Збройних Сил України.
Загинув 27 жовтня 2014 року від осколкового поранення під час обстрілу російськими збройними формуваннями в районі Донецького аеропорту біля міста Авдіївка під Донецьком.
29 жовтня 2014 року похований на кладовищі села Томашівка Ярмолинецького району Хмельницької області.
Залишилися дружина, діти-близнята, батьки.

## Нагороди
Указом Президента України № 892/2014 від 27 листопада 2014 року, "за особисту мужність і героїзм, виявлені у захисті державного суверенітету та територіальної цілісності України, вірність військовій присязі", нагороджений орденом «За мужність» III ступеня (посмертно).
Нагороджений нагрудним знаком «За оборону Донецького аеропорту» (посмертно).

## Почесні звання
25 квітня 2019 року, присвоєно звання «Почесний громадянин міста Івано-Франківська» (посмертно).

## Вшанування пам'яті
16 жовтня 2015 року у селі Загвіздя на фасаді будівлі загальноосвітньої школи (вулиця Підгірка, 5а), де навчався Ярослав Костишин, йому відкрито меморіальну дошку.